# Mascalzone latino (album)
Mascalzone latino è il decimo album in studio del cantautore italiano Pino Daniele pubblicato il 10 novembre 1989.

## Descrizione
Mascalzone latino venne interamente realizzato e programmato dal tastierista Bruno Illiano, da alcuni anni al fianco di Daniele.
Successivamente esso venne registrato negli studi Demomusic, da Marcello Todaro.
Pubblicato alla fine del 1989, fu l'ultimo album di Pino Daniele con la EMI, dopo 13 anni di collaborazione dagli esordi. Inoltre Mascalzone latino era in assoluto l'album preferito dall'artista, nonché quello che, a parole sue, egli amava di più performare in concerto.

## Successo commerciale
L'album si rivelò un grande successo commerciale in Italia, dove superò le 200mila vendite e si certificò così disco di platino.

## Tracce
Testi e musiche di Pino Daniele.
Lato A
1. Anna verrà – 4:00
2. Faccia gialla – 4:10
3. N'ata stagione – 4:16
4. 'A speranza è semp' sola – 3:20
5. Carte e cartuscelle – 3:42

Lato B
1. Ammore scumbinato – 3:59
2. 'O 'mericano – 4:53
3. Aria strana – 3:01
4. Giungla – 4:26
5. Sambaccussì – 4:31

## Formazione
- Special Guest: il gruppo "ORIXAS" prodotto da PINO DANIELE: Stefania Labate -voce; Goffredo Plastino - strumenti etnici a corda; Leonardo Vulpitta - percussioni;
- Pino Daniele – voce, chitarra
- Bruno Illiano – tastiera
- Clive Mayuyu – batteria
- Rosario Jermano – percussioni

## Classifiche

### Classifiche settimanali
| Classifica (1989) | Posizione massima |
| ----------------- | ----------------- |
| Italia            | 6                 |

### Classifiche di fine anno
| Classifica (1989) | Posizione |
| ----------------- | --------- |
| Italia            | 30        |